# Indian termination policy
L'Indian termination policy ou politique indienne d'assimilation est un programme mené par les États-Unis à partir du milieu des années 1940 jusqu'au milieu des années 1960. Il a été façonné par une série de lois et de programmes ayant pour objectif l'assimilation des Amérindiens dans la société américaine. L'assimilation n'est pas une invention de cette époque : la croyance que les peuples autochtones doivent abandonner leur vie et devenir « civilisés » existe depuis des siècles. Mais ce qui est nouveau avec ce programme, c'est le sens de l'urgence, avec ou sans consentement, avec lequel les tribus doivent rompre avec leur passé et commencer à vivre « comme des Américains ».  À cette fin, le Congrès a mis fin à la relation spéciale entre les tribus et le gouvernement fédéral. L'intention était d'accorder aux Amérindiens, tous les droits et les privilèges de la citoyenneté, de réduire leur dépendance à l'égard d'une bureaucratie dont la mauvaise gestion est prouvée, et d'éliminer les frais de la prestation de services pour les autochtones.
Dans la pratique, le contrat a mis fin à la reconnaissance par le gouvernement américain de la souveraineté des tribus, à la tutelle sur les réserves indiennes, et aux lois d’État régissant la vie des Amérindiens. Du point de vue du gouvernement, les Amérindiens devaient devenir des contribuables, soumis aux taxes et aux lois fédérales et de l’État, desquelles ils étaient jusque-là exempts.
La politique indienne d'assimilation est entrée en collision avec la volonté des Amérindiens des États-Unis de conserver leur identité, qui s'est illustrée par un activisme qui n'a fait qu'augmenter depuis la Seconde Guerre mondiale et a qui a survécu à la politique anti-collectiviste de Joseph McCarthy. La politique de rupture ayant été modifiée dans les années soixante, cette montée de l'activisme a entraîné dans les décennies qui ont suivi la restauration des gouvernements tribaux et l'apparition de l'auto-détermination amérindienne.

## Résumé du processus

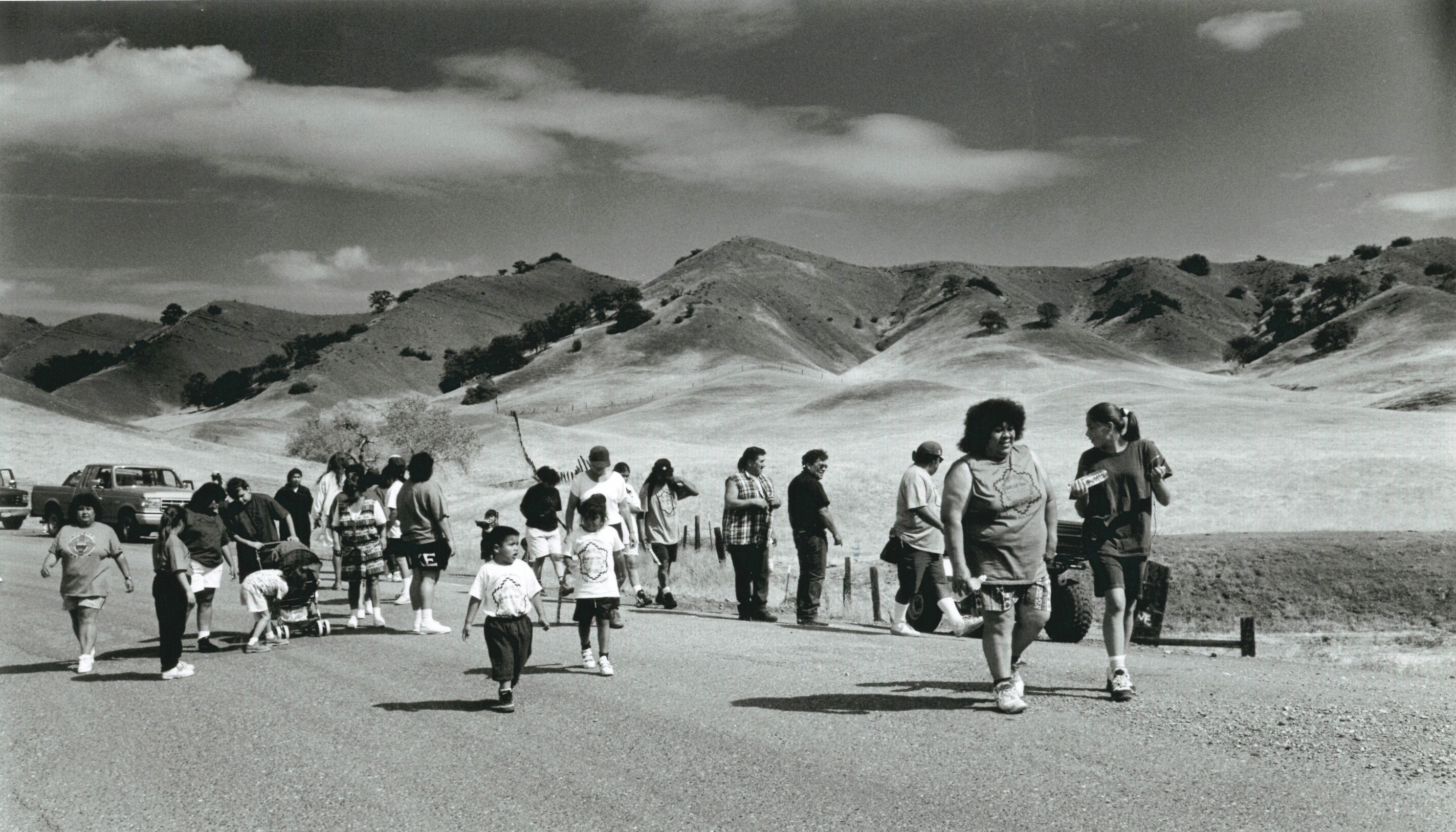
Membres de la tribu de Round Valley en 2013.

Le programme commence par une série de lois concernant le démantèlement de la souveraineté tribale. De juin 1940 jusqu'en septembre 1950, six lois sont adoptées, qui donnent aux États la compétence pénale sur les tribus et les réserves. En 1949, le rapport de la Commission Hoover, recommandant l'intégration des peuples autochtones dans la société, et le House Report (HR No 2503) de 1952, enquêtant sur le Bureau des Affaires Indiennes, décrivent la politique d'assimilation comme rentable et bénigne dans ses effets.
House Concurrent Resolution 108 de 1953 annonce la politique fédérale en matière d'assimilation et appelle à la cessation immédiate des relations entre le gouvernement fédéral et un nombre précis de tribus répertoriées. La résolution établit que le Congrès doit valider la loi d'assimilation tribu par tribu. La plupart de ces actes prévoient la fin de la reconnaissance de toutes les aides fédérales attribuées à chacune de ces tribus. De 1953 à 1964, le gouvernement met fin à la reconnaissance officielle de 109 tribus ou clans amérindiens. Sur ces 109 tribus qui ont été assimilées, 62 sont originaires d’Oregon et 41 de Californie. Les autres vivent entre autres dans le Minnesota, le Nebraska, l’Utah, le Wisconsin ou encore l’Oklahoma. Ce programme affecte plus de 12 000 Amérindiens soit 3% de la population amérindienne. Environ 10 000 m2 de terres fiduciaires ne font plus partie du statut de protection des terres indiennes. Beaucoup de ces terres sont vendues par des particuliers à des Blancs.
La fin de la reconnaissance de ces tribus rompt également la tutelle du gouvernement fédéral sur celles-ci et la reconnaissance des gouvernements tribaux et donne également aux États la compétence juridique sur les terres tribales. En plus de ne plus reconnaitre les tribus comme nations souveraines, le programme résilie les aides fédérales affectées au réserves indiennes dans les domaines de la santé, de l'éducation, des services publics, de la police et des pompiers. Compte tenu de l'isolement géographique de nombreuses réserves et des problèmes économiques que cela implique, peu de tribus ont les fonds nécessaires pour continuer d'assurer ces services après la résiliation des aides. Aujourd'hui, les tribus initialement sélectionnées pour l'assimilation sont considérées comme les tribus qui réussissent le mieux aux États-Unis, dans certains cas, en raison des ressources naturelles contrôlées par leurs réserves.
Quelques tribus opposent des recours judiciaires pour maintenir leur gouvernement tribal et la relation de confiance avec le gouvernement fédéral. Par le biais de la Commission des Revendications Indiennes, les tribus ont la possibilité de déposer des réclamations contre le gouvernement pour violation du traité ou pour des griefs. Le délai de cinq années pour faire une réclamation, en août 1951, force beaucoup de tribus à déposer des dossier dans les mois qui précèdent la fin de la période d'inscription. Dans certains cas, des dossiers légalement complexes restent en suspens permettent aux tribus de ralentir le processus d'assimilation, alors que dans d'autres, des tribus ont été trompées par des agents du gouvernement et leurs associés.

## Processus législatif

### Loi Kansas de 1940
La politique fédérale en place jusqu'aux années 1940 repose sur le fait que le gouvernement fédéral possède seul les compétences juridiques sur les Indiens. L'État du Kansas exerçait malgré tout sa compétence sur les infractions, y compris celles commises par les Indiens. Son autorité a été remise en question. La loi Kansas de 1940 est le "procès" qui a pour sujet[pas clair] l'octroi de la juridiction de l'État sur la plupart des infractions pénales commises par ou contre les Indiens dans les réserves indiennes. La loi, adoptée le 8 juin 1940, Title 25 U.S. Code § 217a ch. 276, 54 Stat. 249 donne aux Kansas le droit de juger toutes les personnes pour conduite violant la loi de l'État. En résumé, les compétences fédérales ont glissé dans les compétences du Kansas. Les tribus vivant sur le territoire de l'État (Potawatomi, Kickapou, Sauk et Fox, et Iowa) doivent désormais obéir aux lois du Kansas.
Presque immédiatement, des lois ont été adoptées dans d'autres États, notamment ceux du Dakota du Nord, de l'Iowa et de New York, assurant la compétence de ces États sur la plupart des délits commis par ou contre les Indiens dans un territoire indien.

### Étude sur les des conditions de vie indienne
En 1943, le Sénat des États-Unis commande une enquête sur les conditions de vie des Amérindiens. Celle-ci décrit les conditions de vie dans les réserves comme extrêmement difficiles et pauvres. Le Bureau des Affaires Indiennes (BAI) et sa bureaucratie sont blâmés en raison de leur très mauvaise gestion des réserves. Le Congrès conclut que certaines tribus n'ont plus besoin de protection fédérale et seraient mieux avec plus d'indépendance, plutôt que d'être mal supervisées par le BAI. Le rapport mentionne également que les tribus doivent être assimilées afin d'intégrer la société américaine. Les objectifs de l'assimilation sont de libérer les Indiens de la domination du BAI en abrogeant les lois discriminatoires à l'égard des Indiens, et en supprimant leur contrôle par le gouvernement fédéral. Le Sénateur mormon de l'Utah, Arthur V. Watkins, grand promoteur de l'assimilation, compare le projet à la Proclamation d'émancipation, qui a rendu la liberté à tous les esclaves sur le territoire des États confédérés d’Amérique.

### Commission des revendications indiennes
En 1945, l'idée d'une Commission des revendications indiennes apparait. L'idée circule pendant des années, mais n'a pas beaucoup de succès. Cependant, à la suite du programme d'assimilation, elle jouit d'un second souffle. Les décideurs politiques pensent que le règlement des réclamations indiennes (qui prend souvent la forme d'indemnités financières) pouvait accélérer le processus de la dissolution de la culture indienne et faire intégrer plus rapidement les Amérindiens dans la société. En même temps, il permettrait au gouvernement de ne plus être le fournisseur principal de subventions indiennes, ou au moins de permettre au gouvernement de réduire les crédits pour les tribus en proportion de la taille de leurs revendications.
Le 13 août 1946, la loi de la Commission des revendications indiennes, Pub. L. N ° 79-726, ch. 959, est votée. Son but était de régler une fois pour toutes tous les griefs en suspens et ceux que les tribus pourraient avoir à l'égard des États-Unis au sujet de violations du traité, de spoliations de terres non autorisées, d'injustices ou encore d'indemnités jugées insuffisantes. Les réclamations doivent être déposées dans une période de cinq ans. Plus de 370 plaintes sont formulées  jusqu'à l'échéance de cette période en août 1951.

### House Concurrent Resolution 108
En 1953, la Chambre des Représentants et le Sénat annoncent leur soutien à la politique d'assimilation avec la House Concurrent Resolution 108. La House Concurrent Resolution 108 est une déclaration officielle du 1er août 1953 émise par le Congrès des États-Unis officialisant la politique fédérale d'assimilation. La résolution appelle à la fermeture ("termination") immédiate des réserves des Têtes-Plates de Flathead, des Klamaths, des Menominees, des Potéouatamis, des Chippewas de Turtle Mountain, ainsi que de toutes les tribus dans les États de Californie, de New York, de Floride et du Texas. L'assimilation d'une tribu signifie l'arrêt immédiat de toutes les aides fédérales, des services, des protections, ainsi que la fermeture des réserves. Les membres des tribus qui subissent ce traitement doivent devenir des citoyens et ont les avantages et les obligations de tous les autres citoyens des États-Unis. Dans le même temps, le Département de l'Intérieur est chargé d'identifier rapidement les tribus qui semblent prêtes pour l'assimilation dans un avenir proche.
Le 21 janvier 1954  un mémo du Département de l'Intérieur examinant les effets de la House Concurrent Resolution 108, idique que le projet d'assimiler 66 000 Indiens supplémentaires (1/7e de la population totale) est à l'étude. La note de service évoque plus précisément l'assimilation de la Confédération des Six Nations iroquoises, des Sénécas, des Onneiouts du Wisconsin (anciennement de New York), de la tribu Seminole de Floride; des Alabama-Coushatta du Texas, ainsi qu'un nouveau projet de loi concernant les tribus Potawatomi, Kickapou, Sauk et Renard et Iowa du Kansas des tribus et de 41 tribus de Californie.
Une note de service datée du 19 janvier 1955 pour le BAI délivrée par le Département de l'Intérieur indique la suppression supplémentaires des quatre communautés indiennes du sud du Minnesota, de la réserve de Lower Sioux dans le comtés de Redwood et de Scott, le réserve d'Upper Sioux dans le comté de Yellow Medicine, les tribus de Prairie Island dans le comté de Goodhue, et environ 15 personnes vivant sur de petites parcelles du comté de Yellow Medicine.

### Loi publique 280
La Loi publique 280, adoptée en 1953, donne aux États le pouvoir d'exercer leur compétence sur les réserves indiennes.
Le but du gouvernement fédéral avec la mise en œuvre de cette loi est double :
- combler les lacunes de compétences résultant du manque d'indépendance formelle des systèmes judiciaires tribaux, qui ont abouti à l'anarchie dans les réserves ;
- assimiler les peuples indigènes dans la culture de leurs voisins Blancs en les mettant sous le coup de la loi des États dans lesquels ils vivent[27].

Le principal effet de la Loi publique 280 a eu pour but de perturber les relations entre le gouvernement fédéral et les tribus indiennes. Auparavant, les tribus étaient dirigées directement par le gouvernement fédéral. Dans le procès Worcester v. Géorgie (1832), la Cour suprême avait statué que les lois de l'État ne pouvait pas être appliquées sur les territoires indiens. Bien que les tribus conservassent une sorte de souveraineté et d'indépendance dans leurs réserves, elles dépendaient dans le même temps d'une bureaucratie complexe.

### Loi de réinstallation des Indiens de 1956
Dans le cadre de la politique d'assimilation, les États-Unis adoptent la loi de réinstallation des Indiens en 1956. Cette loi fédérale encourage les Amérindiens, qui vivent sur ou à proximité d'une réserve, à déménager vers des zones urbaines pour de meilleures possibilités d’embauche.
On estime qu'entre les années 1950 et les années 1980, environ 750 000 Amérindiens ont migré vers les villes, certains dans le cadre du programme de réinstallation, d'autres de leur propre chef. Dans le recensement de 2000, la part de population indienne vivant en zone urbaine était 64% plus élevée qu'elle ne l'était dans les années 1940, avant la politique d’assimilation.

## Reconquête de la reconnaissance tribale
En 1968, le Président Lyndon B. Johnson propose d'arrêter la politique d'assimilation, en créant des partenariats personnalisés entre chaque gouvernement tribal et les États-Unis, et de favoriser l'autodétermination et l'auto-développement des tribus. Bien qu'aucun texte déclarant l'abrogation de cette politique ne fût voté, les présidents suivants adoptèrent cette approche informelle jusqu'en 1988, lorsque la House Concurrent Resolution 108 fut officiellement abandonnée.
Plus d'une centaine de tribus ayant subi la politique d'assimilation, et donc qui avaient disparu des textes officiels, retrouvèrent une reconnaissance.
Certaines tribus, comme les Chactas et Sénécas, ont été en mesure de retarder leur disparition assez longtemps pour que la politique d'assimilation ne soit jamais mise en œuvre. D'autres réserves comme celles de Cold Springs, de Middletown, et de Montgomery Creek en Californie et de Wyandotte en Oklahoma, purent éviter leur dissolution en raison d'erreurs dans le processus. Certaines tribus comme les Onneiouts du Wisconsin et la communauté de Stockbridge-Munsee poursuivirent le gouvernement, afin de stopper l'assimilation. En revanche, d'autres tribus et réserves essayent encore aujourd'hui d'obtenir leur reconnaissance, notamment en Californie.

### Tribus concernées
Liste des tribus qui ont été dissoutes et qui ont pu retrouver la reconnaissance de leur statut souverain par le gouvernement fédéral :

#### Californie
- les Kois[32]
- les Yuroks[33]
- les Hupas
- les Wintuns[34]
- les Wiyots[34]
- les Bear River de la rancheria de Rohnerville[35]
- les Monos des rancherias de Big Sandy et de Northfork[36]
- les Pomos du groupe de Big Valley, de Potter Valley, de Lytton Band, de Habematolel, d’Upper Lake, d’Hopland, de Coyote Valley, de Scotts Valley, de Pinoleville et des rancherias de Cloverdale, Redwood Valley, Guidiville et de Robinson[34]
- les Chukchansis de la rancheria Picayune[34]
- les Miwoks des rancherias de Buena Vista, de Wilton et de Chicken Ranch[34]
- les Mechoopdas de la rancheria de Chico[37]
- les Wiyots de la rancheria de Blue Lake[38]
- la communauté de Quartz Valley de la réserve du même nom[39]
- les Miwoks et les Maidus  de la communauté indienne d’Auburn[40]
- les Maidus des rancherias de Greenville et de Mooretown[41],
- les Achomawis et les Yanas de la rancheria de Redding[42]
- les Tolowas de la rancheria de Smith River[34]
- la confédération de la bande Chukchansi des Yokuts et des Monaches de la rancheria de Table Mountain[34]
- la fédération indienne de la rancheria Graton[43]
- la bande Paskenta de la tribu Nomlaki[34]
- la rancheria Elk Valley[44]

#### Oklahoma
- les Outaouais[45]
- les Modocs[46]
- les Wendats[47]
- les Peorias[48]

#### Oregon
- les Coquilles[49]
- les tribus confédérées de la communauté de Grand Ronde[50]
- les tribus confédérées des Siletz[51]
- les tribus confédérées des Coos de Lower Umpquas et des Siuslaws[52]
- la bande Cow Creek de la tribu indienne Umpqua[53]
- les Klamaths[54]

#### Caroline du Sud
- les Catawbas[55]

#### Wisconsin
- les Menominees[56]

#### Nebraska
- les Poncas du Nebraska[57]

#### Texas
- les Tiguas d'Ysleta del Sur Pueblo[58]
- Les Alabamas-Coushattas

#### Utah
- les Paiutes[59]

## Répudiation

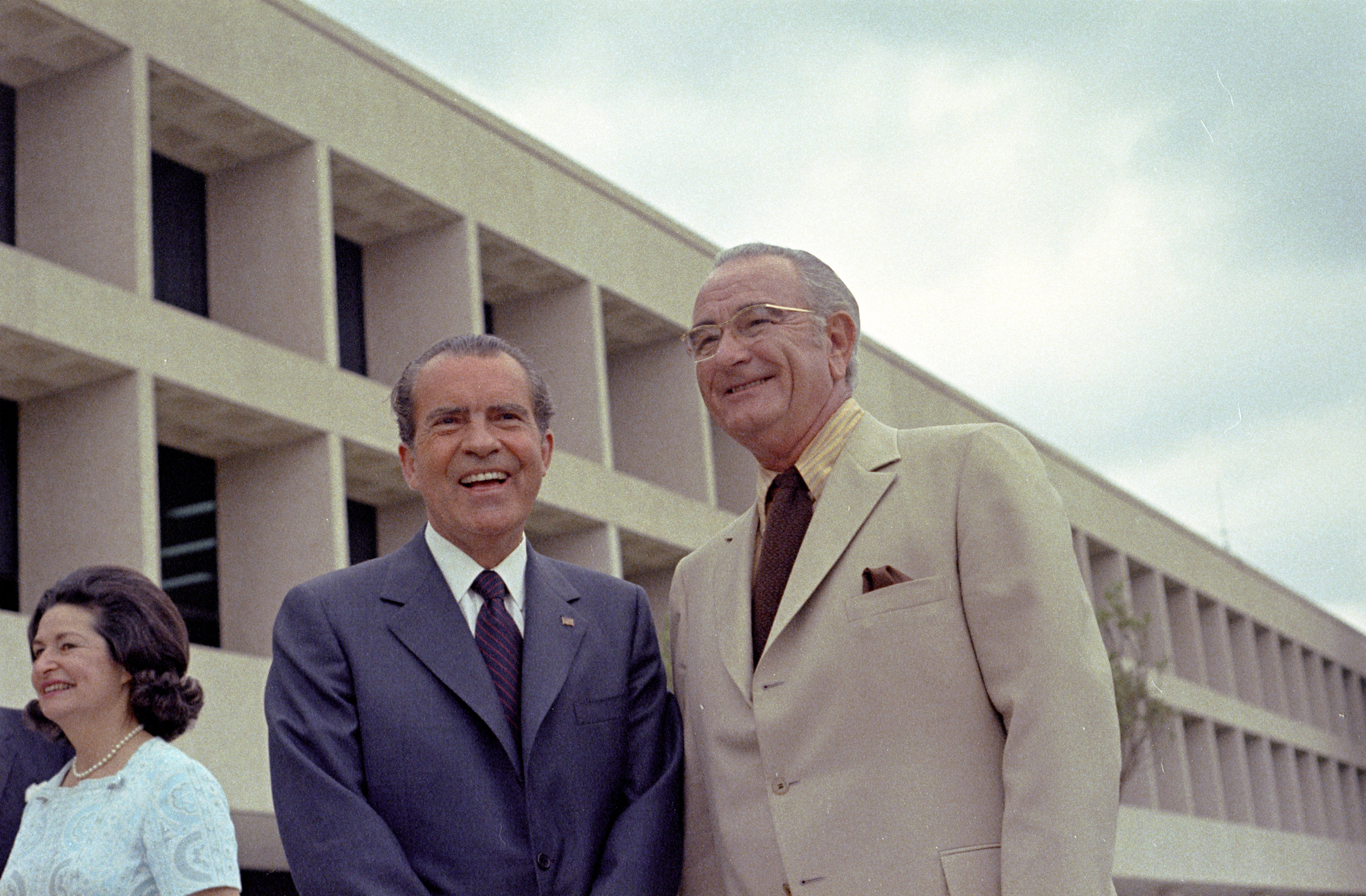
Les présidents Lyndon B. Johnson et Richard Nixon ont favorisé l'auto-détermination, à la place de l'assimilation.

Au début des années 1960, certains responsables fédéraux ont commencé à s'opposer à la mise en œuvre de la politique d'assimilation, bien que l'administration du Président John F. Kennedy l'ait encore appliquée. Les deux dernières tribus à être touchées par la politique d'assimilation sont les Poncas du Nebraska et les Tiwas du Texas du début des années 1960 jusqu'en 1968 pour ces derniers. Après Kennedy, les Présidents Lyndon B. Johnson et Richard Nixon changent la politique fédérale concernant les Amérindiens, et encouragent les Indiens à l’auto-détermination,.

## Contexte politique
Le climat politique après la Seconde Guerre mondiale est à la construction d'une société forte, patriotique, et conformiste rassemblant tous les groupes ethniques dans une démocratie protégeant les principes de croissance économique et de réussite individuelle. C'est dans ce contexte que l'administration Truman jette les bases de la politique d'assimilation, autorisant la Commission des revendications indiennes à indemniser les tribus indiennes et la Commission Hoover à enquêter sur leurs conditions de vies. Les revendications et les dépenses importantes pour l'enquête, associées aux dettes de guerre, conduisent cependant l'administration d'Eisenhower à chercher des moyens de réduire les dépenses du budget fédéral.
Pour comprendre ce que l'on entend par assimilation, la compréhension de la société américaine de l'époque est importante. L'assimilation ne signifie pas fusion. À l'époque, la diversité culturelle n'est pas perçue positivement, c'est un problème qu'il faut résoudre. Pour replacer cette période dans son contexte historique, la House Concurrent Resolution 108 est votée en 1953, c'est-à-dire en plein essor du Maccarthysme qui entrainera la vote du Communist Control Act en 1954 qui empêche toute idéologie collectiviste dans la société et la politique américaine. Les lois anti-métissage sont prédominantes et jusqu'à la décision du procès Loving v. Virginia de 1967, les mariages inter-raciaux sont interdits dans plus de 30 États.
Le programme d'attribution de terres individuelles pour les Amérindiens (Dawes Act) qui a lieu durant les décennies précédentes a conduit à générer des terres indiennes non exploitées, vendues par le gouvernement pour permettre la colonisation blanche sur les réserves. Ces terres n'ont pas seulement servi à la colonisation blanche : les réserves étaient des obstacles pour le gouvernement car elles empêchaient d'obtenir des revenus grâce aux concessions pétrolières, aux baux miniers, aux concessions forestières et aux barrages hydroélectriques. Le gouvernement, considérant que les Indiens sous-utilisaient leurs territoires, n'utilisa pas d'autres raison pour spolier les Indiens.
Des politiciens issus aussi bien du camp démocrate que républicain, soutinrent la politique d'assimilation,. En réalité, on s'aperçoit que c'est plutôt l'origine géographique des politiciens que leurs convictions politiques qui joue un rôle dans le soutien du projet. Une étude montre une prépondérance des partisans de la politique "terminationiste" chez les représentants des États de l'Ouest qui ont une population indienne importante. En face, plutôt qu'une réelle opposition à l'assimilation, la question est de savoir si celle-ci doit être appliquée unilatéralement ou si le consentement de chaque tribu doit être obtenu. Même ceux qui ont une réelle compréhension des Amérindiens et de leurs coutumes ne remettent pas en cause l'assimilation, mais plutôt la vitesse à laquelle elle doit être mise en place, si ceux-ci y sont bien préparés, et si le Congrès doit immédiatement ou progressivement retirer ses obligations envers les réserves. Les membres de cette "opposition" se font appeler les "protectionnistes",,.

### Personnalités politiques

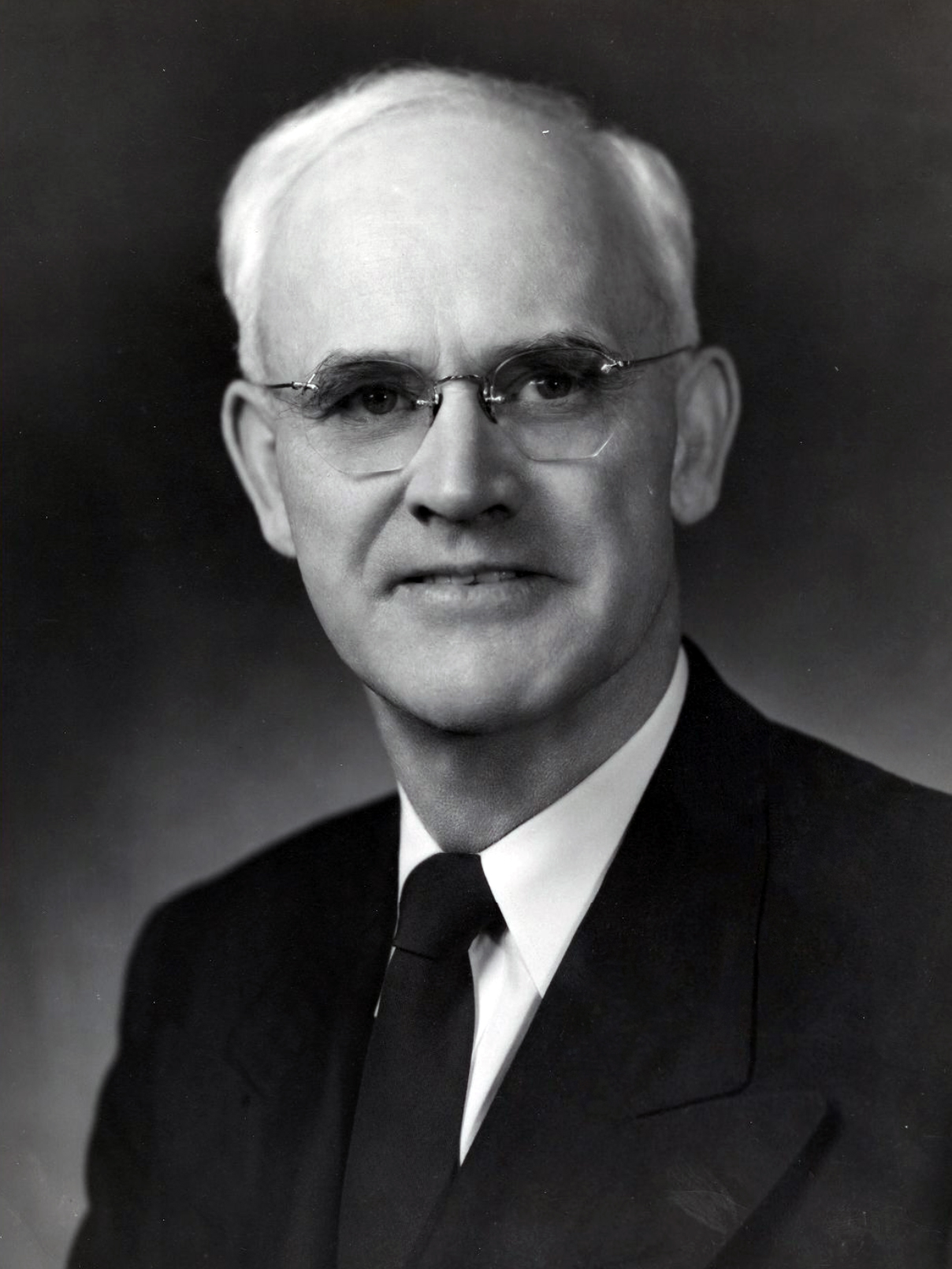
Arthur Watkins, chef de file assimilationniste.

Preuve que le soutien à la politique d’assimilation n’est pas un sujet partisan, l’alternance de « terminationistes » et de « protectionnistes » aux responsabilités de ce programme. La personne désignée par Truman en tant que commissaire des Affaires indiennes, Dillon S. Myer, est un représentant de la ligne dure "terminationiste", et un fervent défenseur de l'assimilation complète.
Son remplaçant nommé par Eisenhower, Glenn L. Emmons est un « protectionniste » ayant vécu et travaillé chez les Indiens du Nouveau-Mexique et qui estime que grâce à un retrait progressif de l'aide gouvernementale, les peuples autochtones apprendraient à être autonomes. Dans le même temps, il s’oppose aux programmes qui exploitent la vulnérabilité des Amérindiens et qui ne prennent pas en compte leur volonté.
Le premier secrétaire de l'Intérieur de Truman, Julius Krug, est connu pour avoir encouragé la déforestation de la forêt nationale de Tongass en Alaska, sur les terres Inuits et avoir préparé en 1948 une loi pour confisquer certaines terres indiennes pour les exploiter. Celle-ci ne passera pas et Krug démissionna peu de temps après. Krug est remplacé par Oscar L. Chapman, un «protectionniste».
L’élection d’Eisenhower en 1953 amena de nouveau un Secrétaire de l’intérieur « terminationiste », avec la nomination de Douglas McKay. McKay, ancien gouverneur républicain de l'Oregon, considère la politique d'assimilation comme le meilleur moyen d'intégrer pleinement les Indiens dans la société. Mais le véritable promoteur de l’assimilation au Congrès et le chef de file des "terminationiste" est le sénateur républicain mormon de l'Utah Arthur V. Watkins. Il est nommé président du Sous-comité sénatorial aux Affaires indiennes en 1947, peu de temps après avoir été élu au Sénat. Il se fait rapidement un devoir de libérer les Indiens de leur tutelle gouvernementale. William H. Harrison (membre républicain du Congrès) rencontre Watkins le 27 février 1953 et ils dessinent ensemble la stratégie de la politique d’assimilation et rédigent la House Concurrent Resolution 108 présentée à la Chambre.

### Personnalités tribales

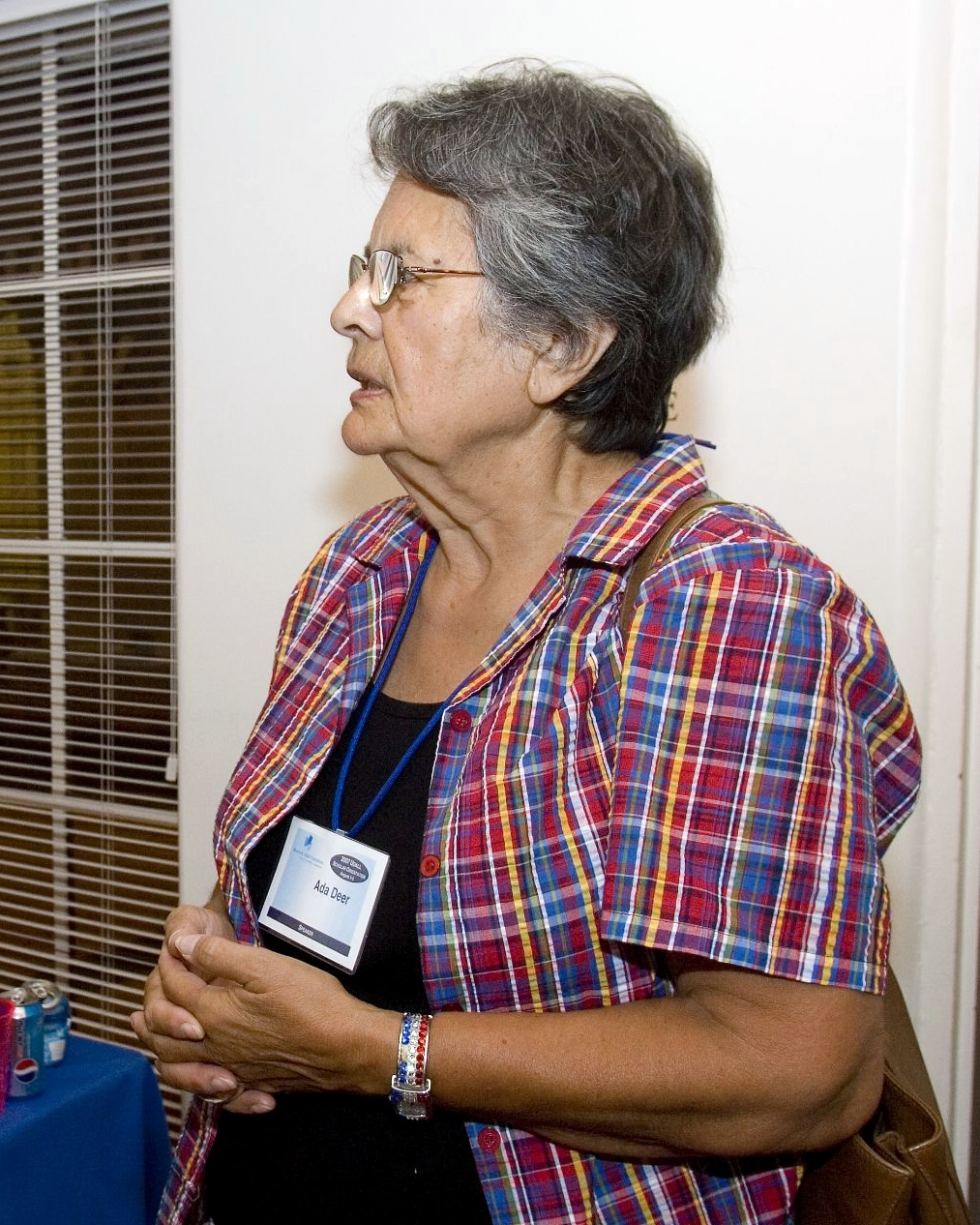
Ada Deer, militante Menominee

La politique d'assimilation s'étant effectuée tribu par tribu, le mouvement de contestation au programme fut lui aussi très divisé. Malgré la création de mouvements de lutte pan-indianistes comme l'American Indian Movement,  l'abrogation de l'assimilation s'est obtenue individuellement pour chaque tribu indienne. C'est pourquoi de nombreux leaders tribaux ont joué un rôle important contre le processus d'assimilation. Notamment le chef Chacta Harry J. W. Belvin qui pourtant, au départ, encouragea fortement l'assimilation de son peuple, ce qui contribua à faire de sa tribu, l'une des 100 premières tribus à être assimilées. Seulement au bout de quelques années, il dut faire face à une opposition venant des plus jeunes membres de la tribu. En 1970, Belvin changea alors d'avis et soutint l'abrogation de la loi
Ada Deer fut impliquée dans l'abrogation de la loi. Elle milita pour que la tribu Menominee retrouve ses droits tribaux. Deer et d'autres dirigeants Menominee ont défendu que "seule l'abrogation du programme d'assimilation, la réinstallation de territoires tribaux et la pleine reconnaissance de la tribu et de son autorité souveraine pouvaient réparer les torts contre leur peuple et leur pays." Ada Deer dut faire face à une forte opposition du président du Département de l'Intérieur, Wayne Aspinall, qui était un partisan de la première heure de la politique d'assimilation. Le projet de loi Menominee pour abroger l'assimilation devait passer par son département et se confronta à un refus clair et net. La persévérance de Deer paya quand Aspinall fut battu dans la primaire démocrate du Colorado en 1972, et qu'il perdit du même coup la présidence du département.
James White a travaillé aux côtés d'Ada Deer, pour aider à réaliser l'inversion de l'assimilation. White aida à fonder l'organisation connue sous le nom de Determination of Rights and Unity for Menominee Stockholderss (DRUMS) en 1970. Les membres de DRUMS s'engagent contre le développement du projet Legend Lake et proposent leurs propres candidats à l'élection du conseil d'administration du Menominee Enterprises, Inc. DRUMS réussit à bloquer le projet prévu à Legend Lake et contrôle la majeure partie du conseil d'administration de l'IEDM en 1972. En outre, le travail de White avec DRUMS a contribué à la reprise de la lutte pour les droits Menominee.
En 1973, les membres du Congrès, Lloyd Meeds et Manuel Lujan portent le projet d'Ada Deer dans l'hémicycle. Le Menominee Restoration Act est rapidement validé par le Congrès et le président Richard Nixon signe l'acte en décembre 1973. En 1975, la "restauration" est officiellement terminée lorsque le Secrétaire de l'Intérieur Rogers Morton organise une cérémonie au  cours de laquelle il signe les documents qui abrogent les directives d'assimilation des Menominees. Les terres qui appartenaient avant la politique d'assimilation à la tribu leur sont rendues.
Tillie Hardwick est une femme indienne Pomo qui a contribué à inverser la politique d'assimilation dans les réserves (rancherias) californiennes. En 1979, elle dépose plainte au nom de la réserve de Pinoleville. Le jugement Tillie Hardwick, et al. c. États-Unis d'Amérique, et al. Cas # C-79-1710-SW (souvent cité comme Hardwick I)  confirme, en date du 22 décembre 1983, que 17 rancherias californiens ont été dissoutes abusivement et reconnait de nouveau leur existence. Comme pour bon nombre des tribus impliquées avaient perdu leurs terres dans des ventes à des particuliers, un amendement fut rajouté en 1986 (souvent cité comme Hardwick II) pour restaurer partiellement les revendications territoriales. L'affaire Hardwick fut très importante pour les tribus californiennes car elle est devenue non seulement un précédent pour les cas supplémentaires de dissolutions de tribus injustifiées, mais est citée dans presque toutes les décisions prises pour les tribus de Californie.
Bill Osceola (30 juin 1919 - 16 avril 1995) a participé aux deux rassemblements du Congrès de la tribu Séminole de Floride en 1954 et 1955. Le 4 avril 1955, quand la tribu crée son conseil d'administration, Osceola est nommé président. Ne disposant pas des fonds nécessaires pour faire des voyages répétés à Washington et Tallahassee en Floride, en vue de faire valoir les droits de sa tribu. Osceola propose alors de construire une arène de rodéo sur la réserve Dania pour faire une attraction touristique. Il convainc les éleveurs de Brighton de prêter leurs bovins et obtient des dons de matériel venant du comté de Broward. Le jour du rodéo l'enceinte accueille 500 spectateurs et la recette est utilisée pour les démarches de la tribu Seminole pour sa reconnaissance fédérale.
En février 1954 dans les audiences communes du Sénat et de la Chambre du sous-comité sur les Affaires indiennes à Washington, deux délégations de Kansas réussissent à contrecarrer les tentatives d'assimilation de leurs peuples. Minnie Evans, la chef tribale de la Prairie Band of Potawatomi Nation, avec James Wahbnosah, John Wahwassuck et une délégation du conseil tribal de la tribu Kickapou, sont alors contraints de voyager à leurs frais pour réaliser les nombreux déplacements.

## Effets
De 1953 à 1964, plus de 109 tribus ont été assimilées, plus de 12 000 Amérindiens ont perdu leur appartenance tribale et environ 10 000 km2 de terres ont été retirés du statut de protection fédérale. Celles-ci ont été converties en propriétés privées et vendues pour la grande majorité à des Blancs. À la suite de cette politique, les Indiens ont été soumis aux lois de l’État dans lequel ils vivaient. Ce dernier point ne convenant ni aux tribus ni au gouvernement qui perdait ses compétences, fut modifié par les amendements de la loi Public 280. Ces modifications exigeaient le consentement tribal dans l'application de la loi et la possibilité pour les États de redonner dans certains cas le pouvoir au gouvernement fédéral sur les questions tribales.
De nombreux chercheurs croient que la politique d'assimilation a eu des effets dévastateurs sur l'autonomie des tribus, leur culture et leur bien-être économique,. L'assimilation a eu un effet dévastateur également sur les services de santé et l'éducation des Indiens. La fin du contrôle fédéral sur les terres indiennes entraina la fin de nombreux services fédéraux qui comprenaient l'éducation et les soins de santé.

### Éducation
L'idée de la politique d'assimilation était de restaurer la souveraineté complète des États-Unis, mais également d'encourager l'assimilation des Indiens dans une société individualiste moderne, totalement différente de leur mentalité tribale. Mais cette assimilation fut un échec au point de vue de l'éducation.
La politique d'assimilation a clairement affecté l'éducation des tribus. En 1972, la tribu Menominee connaissait un taux d'abandon scolaire de 75 %. Les tribus ayant perdu les aides fédérales dédiées à l'éducation, ce sont les États qui devaient assumer l'éducation des enfants indiens. Les enfants Menominees, par exemple, n'ont pas pu recevoir une éducation au sein d'écoles tribales et ont été victimes de discrimination dans les écoles publiques. Les enfants les plus jeunes pouvaient encore fréquenter des écoles proches de leur domicile, mais les élèves du secondaire devaient se rendre soit à Gresham dans le Wisconsin, soit à Shawano pour étudier. Toutes les tribus assimilées faisaient face à de nouvelles politiques d'éducation, qui ont donné aux enfants moins de possibilités de bien apprendre ou de recevoir une éducation de niveau comparable à celle reçue par les Blancs.
En 1966, les résultats des écoles de Keshena et Nepoit au test de compétences de base du 3e et 6e degré ont été comparés avec ceux du district scolaire de Joint School No 8 en Iowa. On s'est aperçu que le district scolaire de Joint School No 8 avait un taux de réussite pour les élèves du 3e et du 6e degrés de respectivement 82 % et 60 %. Alors que les écoles de Keshena et Nepoit, composées principalement d'étudiants indiens, obtinrent des résultats considérablement inférieurs. Les scores de Keshena sur ce même test étaient d'environ 13 % pour les du 3e degré et de 17 % pour les élèves du 6e degré, et ceux de Neopit  étaient de 15 % pour les 3e degrés et de 8 % pour les élèves du 6e degré. À partir de ces résultats, on peut voir que le niveau d'éducation des Indiens était loin de valoir celui des Blancs de la région et que l'éducation ne s'est pas améliorée lors de la mise en place de la politique d'assimilation.
Les enfants des tribus assimilées avait des difficultés à rester à l'école, et ne pouvaient accéder aux études supérieures payantes. En 1970, le Bureau des Affaires Indiennes accorde des subventions annuelles aux élèves indiens pour aller au collège. Seulement celles-ci sont attribuées aux tribus non assimilées, et les enfants issus de tribus assimilées ne peuvent obtenir ces aides. Sans ces bourses, même les jeunes Indiens qui réussissaient à l'école ne pouvaient aller plus loin dans leur éducation.

### Soins de santé
l'Indian Health Service est un organisme de santé qui fournissait des soins à de nombreuses tribus indiennes, mais une fois qu'une tribu était assimilée, tous les membres de la tribu perdaient leur admissibilité. Il était beaucoup plus difficile d'avoir accès aux hôpitaux. Par exemple, les Menominees, une fois l'assimilation terminée, n'ont plus eu ni d'hôpital ni de clinique tribale. L'hôpital tribal de Keshena a dû fermer parce qu'il ne répondait pas aux normes de l'État du Wisconsin. Le manque d'argent a empêché le comté de faire des améliorations. En plus de l'hôpital, la clinique tribale a également été fermée après l'achèvement de l'assimilation. Quand il y eut une épidémie de tuberculose, 25 % de la tribu ont été affectés et ces gens n'avaient aucun moyen d'obtenir un traitement, en l'absence d'un hôpital ou d'une clinique. Les statistiques de santé des Indiens sont tombées bien en dessous de celles des Blancs. La tribu Menominee avait un taux de mortalité infantile trois fois plus élevé que le reste de l’État. 90 % des enfants de la tribu Menominee avaient besoin de soins dentaires, mais qui n'étaient plus fournis gratuitement car ils ne possédaient pas de statut tribal. Les tribus occidentales de l'Oregon qui ont été assimilées, comme la tribu Menominee, ont également souffert de l'abandon de leurs services de santé. Dans une enquête de 1976, 75 % des Indiens de l'Oregon déclarent avoir besoin de soins dentaires et 30 % ont besoin de lunettes. Les écoles ont également signalé que le principal problème pour les enfants indiens était la nécessité d'un suivi médical que leurs parents ne pouvaient se permettre.
Beaucoup d'Indiens relocalisés en dehors des réserves au cours de la politique d'assimilation n'ont pas eu accès aux soins de santé. Quand ils ont été relocalisés on leur donna des soins privés pendant six mois, mais habitant toujours près des anciens territoires indiens, ils se soignaient dans les établissements de soins des Indiens. Finalement, le Bureau des Affaires Indiennes ne pouvant fournir les services de santé nécessaires pour les nombreuses tribus qui ont été assimilées, le Congrès lança une réforme de la politique des soins de santé des Indiens. En 1955, le service de santé des Indiens (l'Indian Health Service) est transféré de l'administration du Bureau des affaires indiennes au Service de santé publique, ce qui a entraîné une amélioration presque immédiate dans le financement, la formation et les services. Le succès de la réforme étaient tel que l'espérance de vie des Indiens est passée de 51 ans en 1940 à 63,5 ans en 1964.

### Économie
La politique d'assimilation, si elle n'est pas la seule cause de la pauvreté chez les Indienne, a eu un effet significatif sur elle. La tribu Menominee en est encore un exemple très parlant. Bien que l'économie de la tribu Menominee n'ait jamais étét prospère, elle s'est fortement dégradée une fois la tribu assimilée. Avant l'assimilation, l'économie Menominee était centrée autour du moulin à céréale construit par la communauté. Celle-ci avait pour but d'employer le maximum de personnes. Après l'assimilation, le moulin a été géré comme une entreprise et le chômage a atteint 28 %. Le moulin a certes généré une augmentation des ventes nettes :  4 865 000 $ en 1973, comparés à 1 660 700 $ en 1961. Mais malgré la hausse des ventes, la perte nette de l'usine a également été beaucoup plus élevée en 1973 (709 000 $ au lieu de 108 700 $ en 1961). Cette augmentation des pertes était due en grande partie aux taxes foncière de l'usine qui sont passées de 164 000 $ en 1961 à 607 300 $ en 1973. Avec cette augmentation des taxes et en l'absence de nouvelles industries, 80 % de la population tribale sont tombés en dessous du seuil de pauvreté. Dans les années 1960, les Menominees ont été contraints de vendre des terres ancestrales et sont passés d'une tribu possédant pour 10 millions de dollars de terres dans une réserve fédérale avant la politique d'assimilation à une tribu totalement appauvrie.
À mesure que la politique d'assimilation se poursuivait, le taux de chômage a continué d'augmenter. La tribu Menominee comptait 800 travailleurs et 220 chômeurs en juin 1968. En juin 1973, juste avant la fin de la politique de résiliation, le tribu avait presque un taux de chômage de 40 %, avec seulement 660 travailleurs et 260 chômeur.
Si les Menominees ont connu un taux de pauvreté élevé dès le début de l'assimilation, la tribu Klamath a pu échapper à la pauvreté pendant une brève période. Les Klamaths vivant dans une région forestière ont pu tirer des revenus de la vente du bois et de la location de leurs terres tribales. Lorsque l'assimilation eut lieu, les terres tribales furent vendues et la plupart des Klamaths ont été considérés comme vivant au-dessus du seuil de pauvreté, parce que chaque membre de la tribu avait gagné 40 000 $ de la vente des terres. Mais alors qu'ils avaient échappé brièvement à la pauvreté, leur économie souffre encore de l'assimilation. La plupart des familles ont rapidement dépensé l'argent provenant de la vente de leurs terres et ont été contraints de vendre encore plus de terres pour obtenir de la nourriture pour la famille. Après quelques années, la tribu Klamath était dans la même situation que beaucoup d'autres tribus qui ont été assimilées.

## Dans la littérature
- Louise Erdrich, Celui qui veille, Albin Michel, 2022, 560 p. Prix Pulitzer 2021.